# Сиави, Джуниор
Саусоали По Сиави—младший (англ. Saousoalii Poe Siavii Jr.; 14 ноября 1978, Паго-Паго — 13 января 2022, Левенуэрт, Канзас) — профессиональный американский футболист, тэкл защиты. Играл за ряд клубов НФЛ. На студенческом уровне выступал за команду Орегонского университета. На драфте НФЛ 2004 года был выбран во втором раунде.
В 2019 году он был арестован по обвинению в торговле наркотиками. Умер в ожидании суда в федеральной тюрьме Левенуэрта.

## Биография

### Спортивная карьера
Джуниор Сиави родился 14 ноября 1978 года в Паго-Паго. Окончил старшую школу в деревне Тафуна. В 1997 году переехал в США, учился в подготовительном колледже Дикси Стейт, затем провёл год в общественном колледже Бьютт. В 2002 и 2003 годах выступал в NCAA в составе команды Орегонского университета. За два сезона Сиави сделал 58 захватов и 2,5 сэка. На драфте НФЛ 2004 года был выбран клубом «Канзас-Сити Чифс» во втором раунде.
Раскрыть свой потенциал в «Чифс» ему не удалось. За два года Сиави сыграл за клуб в 26 матчах, сделав 15 захватов и один сэк. Перед стартом сезона 2006 года новый главный тренер клуба Херм Эдвардс отказался от услуг игрока, перенесшего к тому времени несколько травм колена. Сразу после ухода из «Канзас-Сити» Сиави перенёс операцию. В 2007 году он побывал на просмотре в ряде клубов НФЛ, но попасть в состав одного из них не сумел. Летом 2008 года он произвёл хорошее впечатление на главного тренера «Далласа» Уэйда Филлипса, но был отчислен перед началом чемпионата, так как клуб уже располагал двумя игроками на эту позицию.
Летом 2009 года Сиави со второй попытки пробился в состав «Каубойс». В клубе он стал вторым ноуз-тэклом после Джея Рэтлиффа. В регулярном чемпионате он сыграл за команду в шестнадцать матчах, сделав одиннадцать захватов. Весной 2010 года Сиави подписал с «Далласом» новый годичный контракт, но в межсезонье проиграл борьбу за место в составе новичку Джошу Бренту. Последним клубом в его карьере стали «Сиэтл Сихокс». Суммарно он провёл в регулярном чемпионате НФЛ 56 матчей, сделав 56 захватов и сэк.

#### Статистика выступлений в НФЛ

##### Регулярный чемпионат
| Сезон | Команда          | Игры | Захваты | Захваты | Захваты | Захваты | Захваты | Перехваты | Перехваты | Перехваты | Перехваты | Перехваты | Фамблы | Фамблы | Фамблы | Фамблы |
| Сезон | Команда          | Игры | Solo    | Ast     | Tot     | Loss    | Sk      | Int       | Yds       | Y/R       | TD        | PD        | FR     | Yds    | TD     | FF     |
| ----- | ---------------- | ---- | ------- | ------- | ------- | ------- | ------- | --------- | --------- | --------- | --------- | --------- | ------ | ------ | ------ | ------ |
| 2004  | Канзас-Сити Чифс | 12   | 8       | 1       | 9       | 4       | 1,0     | 0         | 0         | 0,0       | 0         | 0         | 0      | 0      | 0      | 0      |
| 2005  | Канзас-Сити Чифс | 14   | 5       | 1       | 6       | 0       | 0,0     | 0         | 0         | 0,0       | 0         | 0         | 1      | 0      | 0      | 0      |
| 2009  | Даллас Каубойс   | 16   | 9       | 2       | 11      | 0       | 0,0     | 0         | 0         | 0,0       | 0         | 0         | 0      | 0      | 0      | 0      |
| 2010  | Сиэтл Сихокс     | 14   | 24      | 6       | 30      | 2       | 0,0     | 0         | 0         | 0,0       | 0         | 2         | 0      | 0      | 0      | 0      |
| Всего | Всего            | 56   | 46      | 10      | 56      | 6       | 1,0     | 0         | 0         | 0,0       | 0         | 2         | 1      | 0      | 0      | 0      |

##### Плей-офф
| Сезон | Команда        | Игры | Захваты | Захваты | Захваты | Захваты | Захваты | Перехваты | Перехваты | Перехваты | Перехваты | Перехваты | Фамблы | Фамблы | Фамблы | Фамблы |
| Сезон | Команда        | Игры | Solo    | Ast     | Tot     | Loss    | Sk      | Int       | Yds       | Y/R       | TD        | PD        | FR     | Yds    | TD     | FF     |
| ----- | -------------- | ---- | ------- | ------- | ------- | ------- | ------- | --------- | --------- | --------- | --------- | --------- | ------ | ------ | ------ | ------ |
| 2009  | Даллас Каубойс | 2    | 2       | 1       | 3       | 0       | 0,0     | 0         | 0         | 0,0       | 0         | 0         | 0      | 0      | 0      | 0      |
| Всего | Всего          | 2    | 2       | 1       | 3       | 0       | 0,0     | 0         | 0         | 0,0       | 0         | 0         | 0      | 0      | 0      | 0      |

### Проблемы с законом
Первые сложности с законом у Сиави возникли в 2004 году. Вскоре после окончания университета он был задержан после драки в одном из баров Юджина. Обвинения против него не выдвигались, стороны заключили досудебное соглашение. В 2005 году он вместе с партнёром по команде напал на швейцара одного из отеле в Миннеаполисе, после чего был приговорён к 80 часам общественных работ.
В августе 2019 года Сиави был арестован полицией Канзас-Сити. При задержании у него были обнаружены огнестрельное оружие и наркотики. Ему и ещё восьми подозреваемым были предъявлены обвинения в организации торговли метамфетамином на территории штата Миссури. С момента ареста Сиави находился под стражей в ожидании суда.
Тринадцатого января 2022 года он был найден без сознания в камере федеральной тюрьмы в Левенуэрте и позже скончался в тюремной больнице.